# Список памятников архитектуры национального значения, зарегистрированных в Азербайджане
В статье представлен Список памятников архитектуры национального значения, зарегистрированных в Азербайджане.
- Бакинская музыкальная академия
- Джума-мечеть (Гянджа)
- Гянджинская крепость
- Аскеранская крепость
- Мавзолей «Имам-заде» (Гянджа)
- Джума-мечеть (Ордубад)
- Крепость Гелярсан-Гёрарсан
- Церковь в селе Кум
- Албанский монастырь Амарас
- Мавзолей «Имам-заде» (Барда)
- Мавзолей Ахсадан-баба
- Мавзолей шейха Джунейда
- Мавзолей Дири Баба
- Шушинская крепость
- Шаганская крепость
- Бильгякская крепость
- Шамкирская крепость
- Девичья башня (Исмаиллы)
- Нухинская крепость
- Крепость Пери-кала
- Крепость Кёроглу
- Андаберд (крепость)
- Старая крепость (Нахичевань)
- Мавзолей Шакир-ага
- Гюлистан (крепость, Геранбойский район)
- Мамрухский храм
- Авейский монастырь
- Кильсадагский храм
- Трёхсвятительская церковь (Шеки)
- Гюлистан (крепость, Шемахы)
- Дом бакинских ханов
- Мавзолей Мелик-Аждара
- Нардаранская мечеть
- Кале-и Бугурт
- Едди Гюнбез
- Джума-мечеть (Шемахы)
- Мечеть Сакина-ханум
- Мавзолей Вагифа
- Пир-Мардакян
- Здание Исполнительной власти города Баку
- Мечеть Гилейли
- Мечеть Тезепир
- Летняя резиденция Ширваншахов
- Бухарский караван-сарай
- Караван-сарай Мултани
- Верхняя мечеть Гевхар-аги
- Мечеть Саатлы
- Церковь Бидеиз
- Азербайджанский театр оперы и балета имени М. Ф. Ахундова
- Бегляр-мечеть
- Гробница Софи Гамид
- Текийе в селе Ханега
- Мавзолей Гусейна Джавида
- Мечеть Туба-Шахи
- Мечеть Ашура
- Азербайджанский государственный кукольный театр
- Сумуг-кала
- Джума-мечеть (Илису)
- Дом правительства Азербайджана
- Гюлистан (здание)
- Здание Исмаилия
- Дворец Мухтарова
- Баня Гаджи Гаиба
- Молла Ахмед-мечеть
- Двухэтажный караван-сарай
- Мечеть Гаджи Бани
- Мечеть Ханлара
- Баня Касум-бека
- Мечеть-медресе
- Мечеть Шейха Ибрагима
- Хыдыр-мечеть
- Четырёхугольная башня (Ичери-шехер)
- Базарная площадь (Баку)
- Текие (Баку)
- Дом-музей Узеира Гаджибекова (Шуша)
- Аждарбек (мечеть)
- Мавзолей Йахйи ибн Мухаммада ал-Хаджа
- Азербайджанская государственная филармония
- Дом Хуршидбану Натаван
- Нижняя мечеть Гевхар-аги
- Дворец Сеида Мирбабаева
- Церковь Спасителя (Баку)
- Мечеть Муртуза Мухтарова
- Дом Шекихановых
- Особняк де Бура
- Мечеть Гаджи Султанали
- Мечеть Сеид Яхья
- Верхний караван-сарай
- Нижний караван-сарай
- Мечеть Баба Кухи Бакуви
- Баня Ага Микаила
- Джума-мечеть
- Дворец Зейналабдина Тагиева
- Мавзолей Мирали
- Дворец карабахских ханов
- Шекинская ханская мечеть
- Особняк Ага Балы Гулиева
- Мавзолей Имам-заде
- Мечеть Гаджи Шахла
- Мечеть Гаджи Гаиба
- Мечеть Гаджи Бахши
- Мавзолей Шейх-Дурсуна
- Сангачальский караван-сарай
- Фантазия (баня)
- Караван-сарай Ага Гахрамана Мирсияб оглы
- Джума-мечеть (Балакен)
- Дом-музей Мир Мохсун Навваба
- Дом Мехмандаровых
- Замок Кара Беюк-ханым
- Дворец Ибрагим Халил-хана